# Rezervația naturală Bugeac

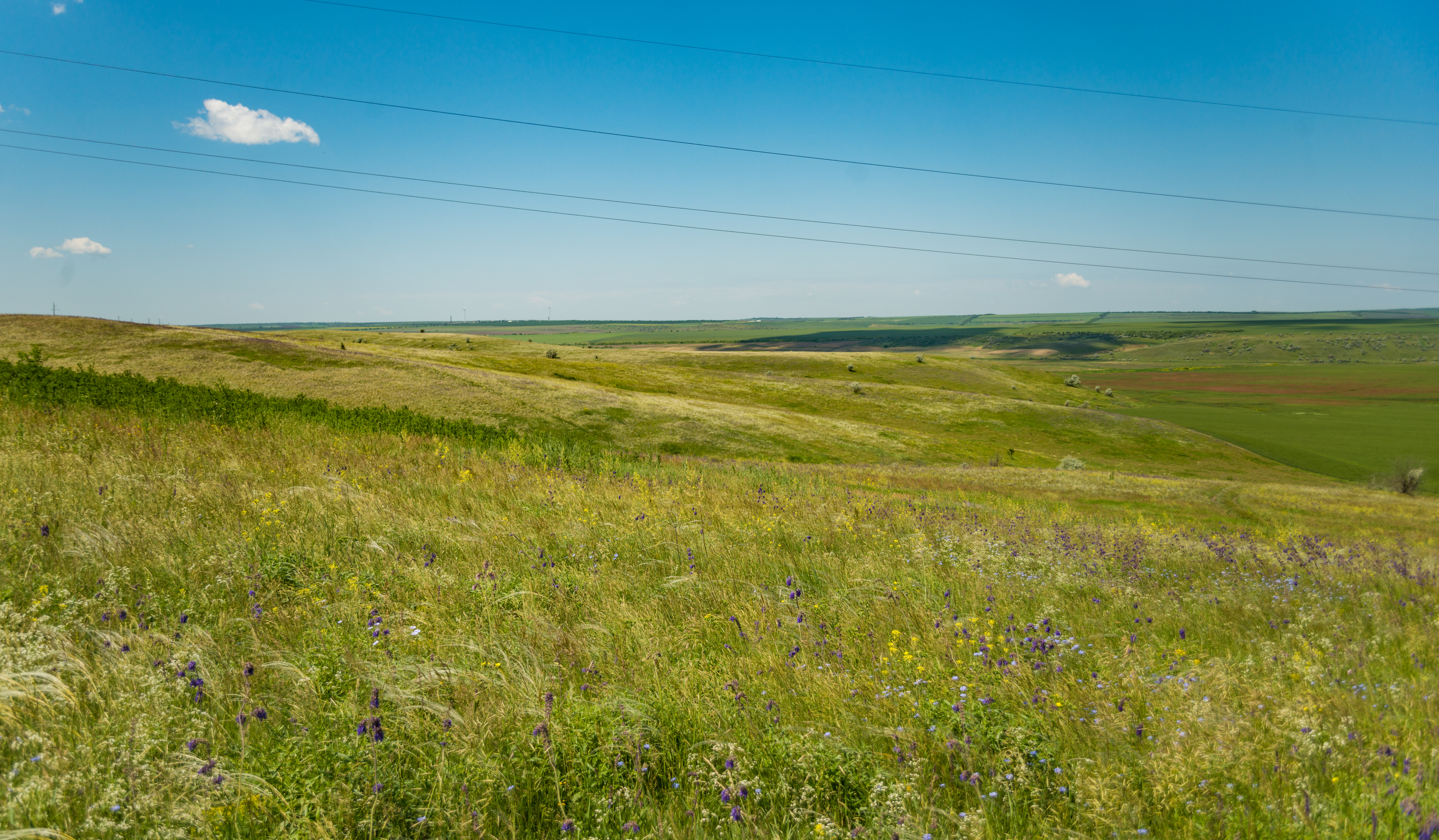
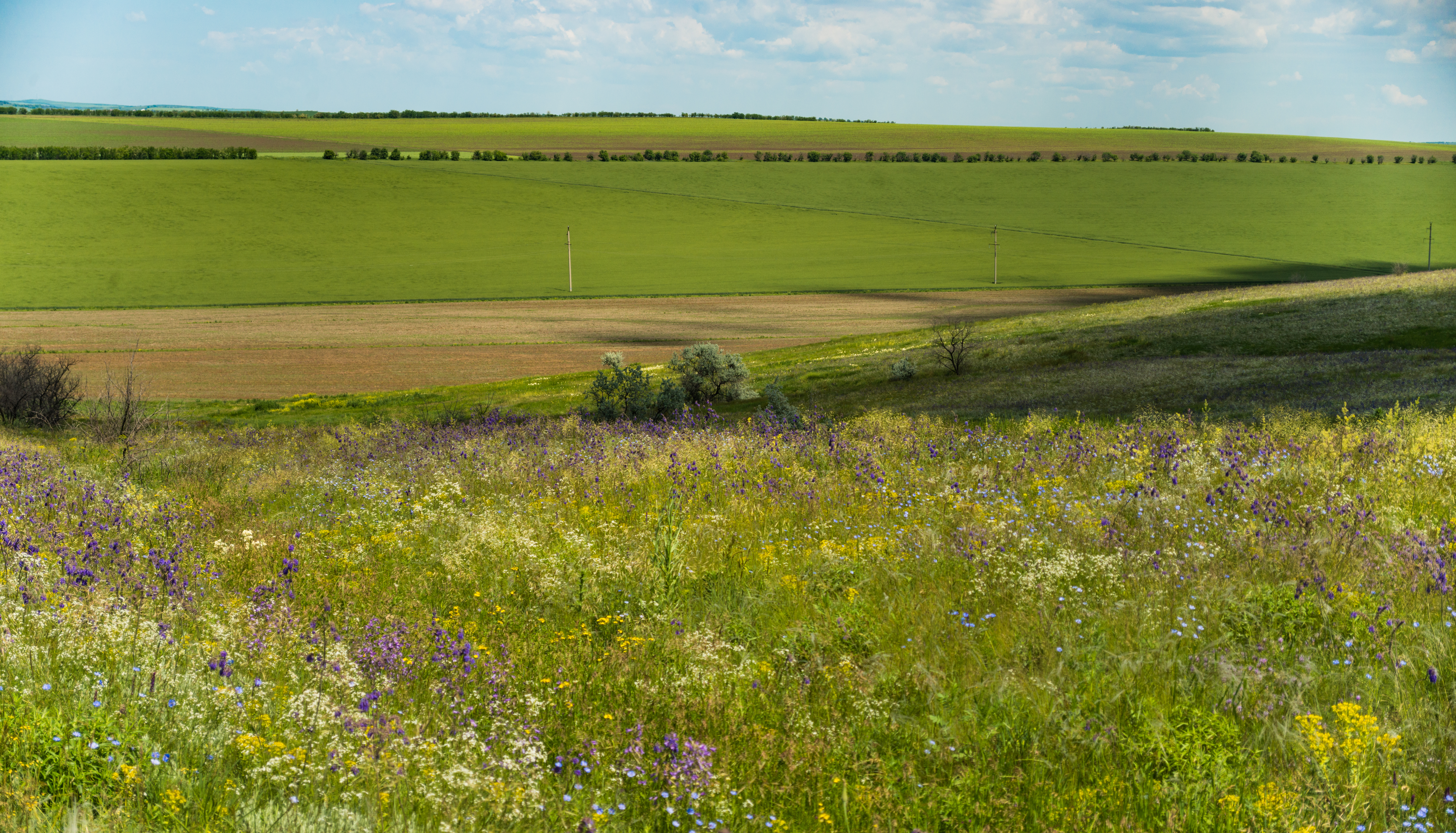
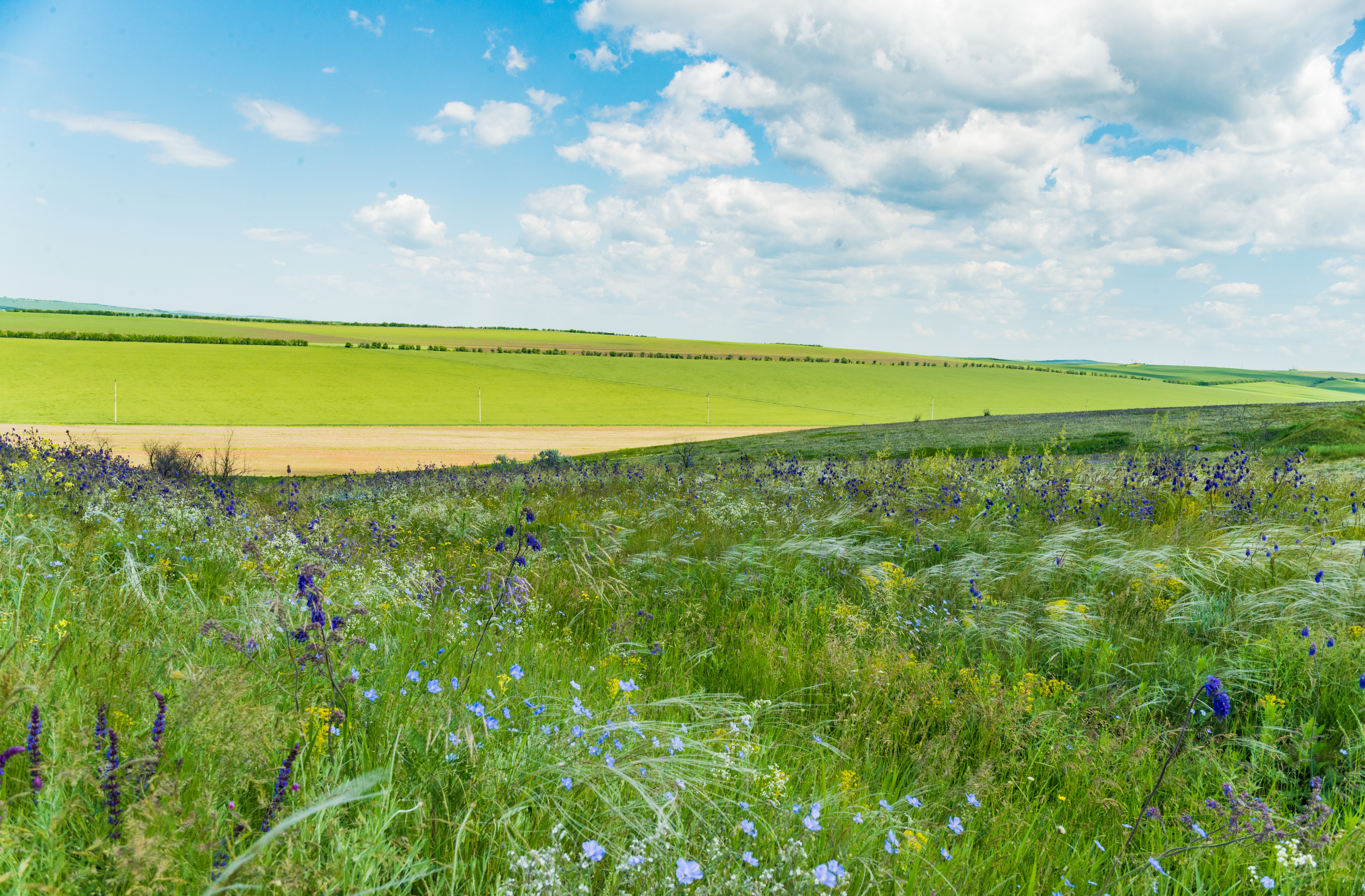
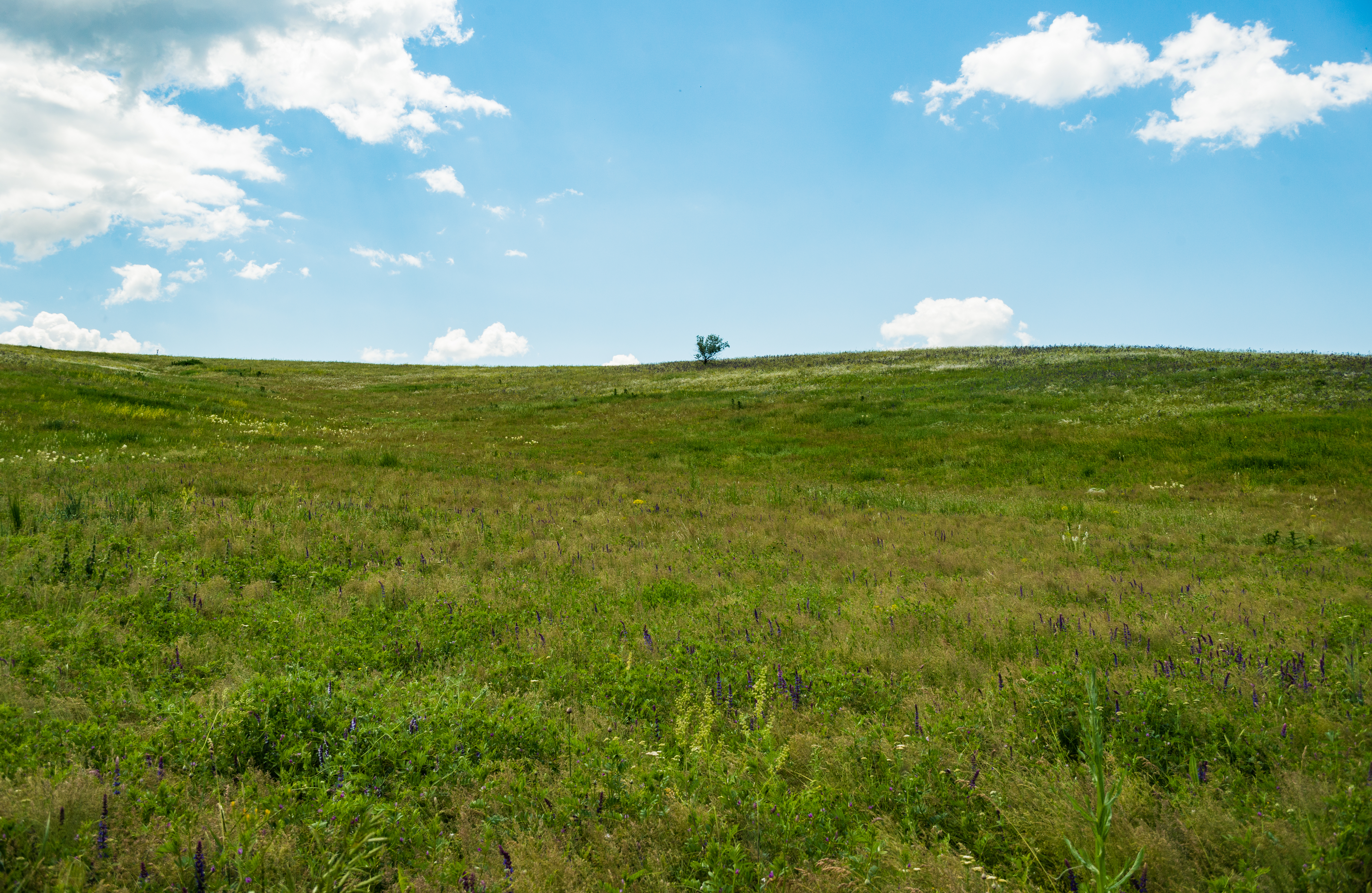

Bugeac este o rezervație naturală de plante medicinale în Găgăuzia, Republica Moldova. Este amplasată la vest de sediul brigăzii nr. 2. Are o suprafață de 56 ha. Obiectul este administrat de Întreprinderea Agricolă „Bugeac”.